# Olivier Bernet
Olivier Bernet (im * 20. Jahrhundert in Bordeaux, Frankreich) ist ein französischer Filmkomponist und Rockmusiker. International bekannt wurde er durch Filme wie Persepolis, Huhn mit Pflaumen, The Voices oder Hunted – Waldsterben.

## Leben und Werk
Der aus Bordeaux stammende Olivier Bernet spielte als Musiker in diversen Bands wie Shunatao, The Hurly Burlies oder The Wild Bud, bevor er 2004 begann die Musik für seinen ersten Kurzfilm Raging Blues zu schreiben. In den darauffolgenden Jahren entstanden auch verschiedene Arbeiten für das Kino. Es gab mehrfache Zusammenarbeiten mit den Regisseuren Vincent Paronnaud, den er seit seiner Schulzeit kennt, und Marjane Satrapi. So komponierte er unter anderem den Soundtrack zum Animationsfilms Persepolis aus dem Jahre 2007, 2010 die Musik für Huhn mit Pflaumen basierend auf der Graphic Novel Poulet aux Prunes von Marjane Satrapi oder 2014 den Score zur Horrorkomödie The Voices mit Ryan Reynolds Gemma Arterton und Anna Kendrick.
Für seine Partituren zu Persepolis wurde er für den französischen Filmpreis César und den Annie Award nominiert. Beim Internationalen Filmfestival von Stockholm gewann er schließlich den Preis zu Persepolis für die beste Musik. Für den Film Huhn mit Pflaumen wurde Bernet bei den CinEuphoria Awards für die beste Originalmusik nominiert.
Olivier Bernet lebt heute in Berlin.

## Filmografie

### Kino
- 2007: Persepolis
- 2009: Villemolle 81
- 2010: Pièce montée
- 2011: Huhn mit Pflaumen (Poulet aux Prunes)
- 2014: The Voices
- 2020: Asylum: Twisted Horror and Fantasy Tales
- 2020: Hunted – Waldsterben (Hunted)
- 2024: Angelo dans la forêt mystérieuse

### Fernsehen
- 2008: Himalaya, la terre des femmes (Fernsehfilm)
- 2008: Himalaya – Dem Himmel nah (Himalaya, le chemin du ciel) (Fernsehfilm)
- 2010: Les orphelins du Tibet (Fernsehfilm)

### Kurz- oder Dokumentarfilme
- 2004: Raging Blues
- 2008: Sur la piste du renne blanc
- 2010: Il était une fois l'huile
- 2011: La nuit nomade
- 2014: Smart Monkey
- 2014: Territory
- 2017: Cause of Death: Unknown
- 2017: La mort, père et fils
- 2019: Doubout